# Laste
Die Laste  ist ein kleiner Fluss, der in der historischen Provinz Gascogne, im Südwesten Frankreichs, im Département Landes der Region Nouvelle-Aquitaine, südlich von Bordeaux verläuft.

## Geographie

### Verlauf
Die Laste entspringt an der Gemeindegrenze von Sabres und Labrit im Regionalen Naturpark Landes de Gascogne. Sie entwässert generell Richtung Westnordwest durch ein gering besiedeltes Gebiet und mündet nach rund 17 Kilometern als rechter Nebenfluss in die Eyre, die hier auch Leyre oder Grande Leyre genannt wird. Die Laste ändert in ihrem Verlauf mehrfach den Namen: sie entspringt als Ruisseau de Senet, nennt sich dann Ruisseau de Séneton, heißt später Ruisseau de Bordes de Brin und nimmt erst im Unterlauf ihren definitiven Namen Ruisseau de Laste an.

### Orte am Fluss
(Reihenfolge in Fließrichtung)
- Bergerat, Gemeinde Sabres
- Caillon, Gemeinde Sabres
- Bordes, Gemeinde Sabres
- Laste, Gemeinde Trensacq